# Raión de Zhashkiv
Zháshkiv (en ucraniano: Жашківський район) es un raión o distrito de Ucrania en el óblast de Cherkasy. 
Comprende una superficie de 964 km².
La capital es la ciudad de Zháshkiv.

## Demografía
Según estimación 2010 contaba con una población total de 39265 habitantes.

## Otros datos
El código KOATUU es 7120900000. El código postal 19200 y el prefijo telefónico +380 4747.